# Richard Bristow
Richard Bristow (Worcester, 1538 – Harrow on the Hill, 1581) è stato un teologo britannico.
Docente a Exeter dal 1565 e successivamente a Lovanio, nel 1573 divenne il primo sacerdote del Collegio inglese di Douai.